# تارگوویشته (روستا)
تارگوویشته (به بلغاری: Targovishte) یک منطقهٔ مسکونی در بلغارستان است که در چوپرنه واقع شده‌است.
 تارگوویشته   ۳۵۰ متر بالاتر از سطح دریا واقع شده‌است.